# Evan Boehm
Evan Boehm (Lee's Summit, 19 agosto 1993) è un giocatore di football americano statunitense che milita nel ruolo di centro per i Buffalo Bills della National Football League (NFL). Fu scelto nel corso del quarto giro (128º assoluto) del Draft NFL 2016 dagli Arizona Cardinals. Al college giocò a football per Missouri.

## Carriera universitaria
Boehm frequentò l'Università del Missouri dal 2012 al 2015, e gioco per i Missouri Tigers. In quattro stagioni partì come titolare in 52 partite consecutive, un record scolastico.

## Carriera professionistica

### Arizona Cardinals
Boehm fu scelto nel corso del 4º giro (128º assoluto) nel Draft NFL 2016 dagli Arizona Cardinals.
Boehm iniziò la stagione 2017 come guard destro titolare. Partì da titolare nelle prime cinque partite della stagione prima di essere sostituito da Earl Watford. Quindi partì come titolare nelle ultime tra partite della stagione dopo che questo si infortunò.
Il 2 settembre 2018, Boehm venne svincolato dai Cardinals.

### Los Angeles Rams
Il 4 settembre 2018, Boehm firmò con i Los Angeles Rams e venne assegnato alla squadra di allenamento.

### Indianapolis Colts
L'8 ottobre 2018, Boehm firmò con gli Indianapolis Colts. Terminò la stagione 2018 con undici presenze (di cui quattro da titolare). La linea offensiva dei Colts si dimostrò tra la più solide della lega, permettendo solamente 18 sack agli avversari, e permettendo al running back Marlon Mack di far registrare 908 yard corse e nove touchdown. I Colts terminarono la stagione regolare con un record di 10–6, aggiudicandosi il secondo posto nella division e la prima partecipazione ai play-off dal 2014.

### Miami Dolphins
Nel 2019 Boehm firmò con i Miami Dolphins.

### Buffalo Bills
Nel 2020 Boehm firmò con i Buffalo Bills.